# Margit Richert
Anna Margit Emma Jansdotter Richert, född 7 april 1981, är en svensk kulturskribent och författare. 
Richert, som är uppvuxen på norra Öland, har tidigare arbetat som kock och haft flera matbloggar. Från 2014 medverkade hon regelbundet på Svenska Dagbladets kultursida som litteraturkritiker och krönikör. Hon har även varit krönikör i Aftonbladet, Dagens Nyheter och Fokus.
Richert har varit gift med författaren Thomas Engström och tillsammans bodde paret på platser som Blentarp i Skåne, Georgien, Mexiko, Holland, Shetlandsöarna, Jokkmokk, Öland och Kiev. Tillsammans skrev de den skönlitterära romanserien Nordmark. De har skilt sig.